# Antanas Ričardas Druvė
Antanas Ričardas Druvė (in francese, Antoine Richard Drouvet; Pavirvytis, 1º gennaio 1865 – Pavirvytis, 17 febbraio 1919) è stato un militare lituano di origini francesi, che militò nell'esercito dell'Impero russo col grado di colonnello.
Nacque nella tenuta di Pavirvytis, appartenuta alla famiglia nobile lituana Šemetos e assegnata, dopo l'invasione napoleonica al francese Pierre Drouvet, nonno di Antoine. Frequentò fra il 1887 e il 1889 la Scuola per Cavalieri Nicola I, dove conobbe Carl Gustaf Emil Mannerheim, poi si laureò col grado di maggiore presso l'Accademia di Stato di San Pietroburgo.
Rimase gravemente ferito durante la guerra russo-giapponese del 1905. Durante la prima guerra mondiale, guidò fino alla caduta dell'Impero russo il 43º Reggimento Cavalleria, dove si distinse nella battaglia contro i tedeschi sul Daugava. Successivamente venne distaccato come ufficiale sul fronte nord-orientale.
Nel 1919, incoraggiato da Povilas Plechavičius, fece segretamente ritorno in Lituania e organizzò varie squadre di combattenti nelle città di Eigirdžiai, Raudėnai, Tryškiai e Ubiškė durante la Guerra lituano-sovietica. Morì combattendo nella sua città natale, in seguito ad una imboscata tesagli dai bolscevichi.